# Copyprintsuisse
COPYPRINTSUISSE wurde am 9. März 1941 als Zusammenschluss führender Reprografie-Unternehmen gegründet. Damals waren dies in der Regel Lichtpaus- und Plandruckanstalten. Die Gründung wurde durch zwei Lieferantenfirmen gefördert, welche auf diesem Weg ihre Lichtpauspapier-Lizenzen besser an den Mann bringen konnten. Deshalb bestanden bis in die 70er-Jahre zwei Verbände; der VSLA (Verband Schweizerischer Lichtpausanstalten), dem damaligen Lieferanten Messerli AG in Glattbrugg zugetan und der VSMLA (Verband Schweizerischer Multitec-Lichtpausanstalten) mit dem Lieferanten Multitec AG in Bern im Hintergrund.
Mit dem Zusammenschluss der beiden Verbände wurde die Schweiz in sechs regionale Sektionen aufgeteilt und das neue Gebilde VSR (Verband Schweizerischer Reprografie-Betriebe) getauft. Die einseitige Lieferantenorientierung wurde dadurch auch Vergangenheit. Heute sind die renommiertesten Branchenlieferanten als so genannte Förderungsmitglieder dabei und unterstützen den Verband in der Aus- und Weiterbildung. Das alte Berufsbild „Heliograph-Plandrucker“ wurde durch den Beruf „Reprograf“ abgelöst und dem neuen Verband die Verantwortung für die Berufsausbildung übertragen.
Im Jahr 2002 hat der Verband seine Strukturen vereinfacht. Fünf der sechs Sektionsverbände (Sektion Zürich noch mit eigenem Vorstand und Sekretariat) haben sich aufgelöst und sind im schweizerischen Verband aufgegangen. In dessen Vorstand sind alle Regionen und auch die Sektion Zürich vertreten. Anlässlich des 65. Verbandsjubiläums hat die Generalversammlung im Jahr 2006 einen Namenswechsel von VSR zu COPYPRINTSUISSE beschlossen, der die Dienstleistungen der Mitglieder besser widerspiegelt.
1. ↑  Cpoyprint suisse: Copprintsuisse. In: Copyprint suisse. Copyprint Suisse, abgerufen   Format invalid.